# Opel Manta
O Manta é um coupé esportivo de tração traseira da Opel.

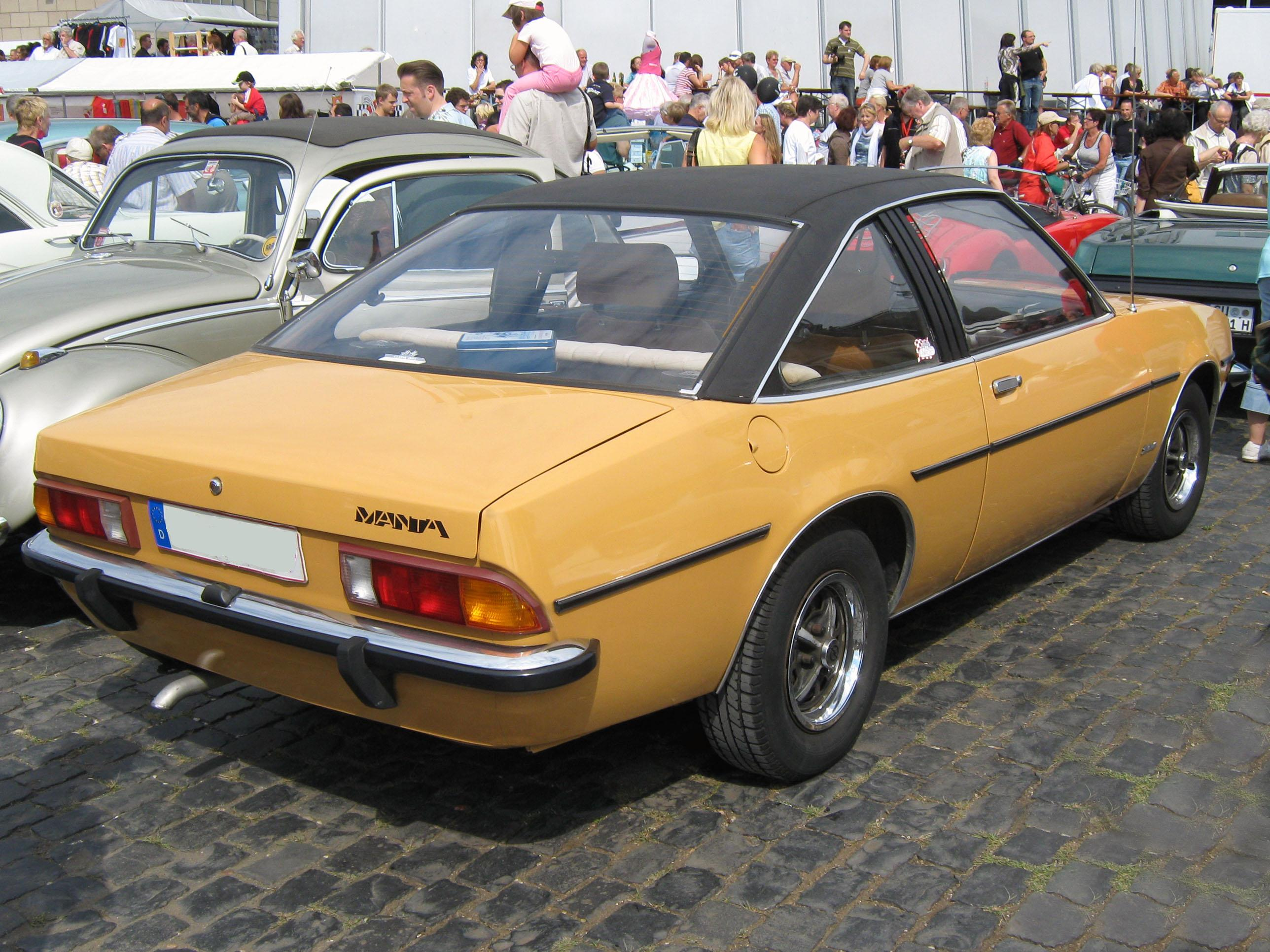
1975 Opel Manta B